# Fântânele (Iaşi)
Pour les articles homonymes, voir Fântânele.
Fântânele est une commune roumaine située dans le județ de Iași.